# Alejandro de Jerusalén
San Alejandro de Jerusalén (m. 250 o 251) es un mártir y santo cristiano venerado en la Iglesia ortodoxa y católica y ejecutado durante las persecuciones del emperador Decio.

## Vida
Es considerado el primer obispo de Capadocia. Alejandro fue hecho prisionero por su fe en el tiempo de Alejandro Severo y cuando fue liberado fue a Jerusalén, donde se le nombró coadjutor del obispo de Jerusalén, San Narciso, del que se dice que contaba con 116 años. El anciano santo le instó a asistirlo en el gobierno de aquella sede. Este nombramiento contó con el consentimiento de los obispos de Palestina (Siria Palestina). Fue Alejandro quien permitió que Orígenes, entonces un laico, pudiera hablar en las iglesias. Fue una decisión polémica pero consiguió defenderse extendiendo otros permisos de la misma naturaleza dados incluso al mismo Orígenes en otros lugares, incluso a pesar de su juventud. 
Alejandro fue especialmente reconocido por la biblioteca que construyó en Jerusalén. Finalmente, y con una avanzada edad, él, con otros obispos, fue llevado prisionero a Cesarea, y los historiadores dicen que "la gloria de sus blancos cabellos y su gran santidad formaban una doble corona para él en su cautividad". Sufrió numerosas torturas, pero sobrevivió a todas. Cuando las bestias salvajes fueron soltadas para que lo devoraran, algunas lamieron sus pies, y otras se recostaron la arena del coliseo. Desgastado por los sufrimientos, murió en prisión. Era el año 251. 
Eusebio conservó fragmentos de una carta escrita por Alejandro a Antinoïtes; y otra a Antiochenes; de la tercer a  Orígenes; y otra, escrita en conjunto con Theoctisto de Cesarea, a Demetrio de Alejandría.